# Phare d'Uostadvaris

Le phare d'Uostadvaris (en lituanien : Uostadvario švyturys) est un phare inactif qui est situé dans le village Uostadvaris de la municipalité du district de Šilutė, dans le delta du Niémen, en Lituanie.
Il fait partie du Nemunas Delta Regional Park (en).

## Histoire
Le phare a été construit en 1876 et il a été désactivé en 1986.

## Description
Le phare est une tour octogonale en brique rouge de 12 mètres de haut, avec galerie et lanterne blanche, attenante à une grande maison de gardien.
Identifiant : ARLHS : LIT-007 .
|              |
| Timbre poste |

|          |
| Le phare |

### Lien connexe
- Liste des phares de Lituanie